# Joviânia
Joviânia is een gemeente in de Braziliaanse deelstaat Goiás. De gemeente telt 6.914 inwoners (schatting 2009).